# Batalla de Dobro Pole
La batalla de Dobro Pole (en serbi: Битка код Доброг Поља, Bitka Kod Dobrog Polja; en grec: Μάχη του Ντόμπρο Πόλε, Máchi tou Dómbro Póle), també coneguda com la Ruptura en Dobro Pole (en búlgar: Пробив при Добро Поле, Probiv Pri Dobro Pole), va ser una batalla de la Primera Guerra Mundial, lliurada entre el 15 i 18 de setembre de 1918. La batalla es va lliurar en l'etapa inicial de l'ofensiva del Vàrdar, al teatre d'operacions dels Balcans.
El 15 de setembre, una força combinada de tropes sèrbies, franceses i gregues van atacar les trinxeres búlgares en Dobro Pole, en aquell moment part del Regne de Sèrbia (actualment, Macedònia del Nord). L'atac precedent de l'artilleria i l'ofensiva van tenir efectes devastadors sobre la moral búlgara, provocant eventualment desercions en massa.
Tot i ser superades en nombre i estar mal equipades, algunes unitats búlgares van oferir una ferotge resistència que va retardar l'avanç dels Aliats en Zborsko. El col·lapse de la primera línia del front va permetre als Aliats assaltar les posicions búlgares des de múltiples direccions i, finalment, sufocar els últims focus de resistència.
La derrota de les Potències Centrals en Dobro Pole va tenir un paper important en la retirada de Bulgària de la guerra, i va obrir el camí per a la posterior captura de la regió de Macedònia del Vàrdar.

## Antecedents
L'assassinat de l'hereu presumpte austrohongarès el 28 de juny de 1914, l'arxiduc Francesc Ferran, va precipitar la declaració de guerra d'Àustria-Hongria contra Sèrbia. El conflicte ràpidament va atreure la participació de tots els principals països europeus, enfrontant a les Potències Centrals contra la coalició de l'Entesa, començant així la Primera Guerra Mundial.
Sèrbia va ser finalment derrotada durant la fase de tardor de 1915 de la Campanya de Sèrbia, que va provocar que França i Gran Bretanya transferissin tropes de la Campanya dels Dardanels cap a la Macedònia grega. D'aquesta manera es va establir el front macedoni en un esforç per donar suport a les restes de l'exèrcit serbi per a la conquesta de la Macedònia del Vàrdar.
El 17 d'agost de 1916, Bulgària va envair Grècia, conquerint fàcilment tot el territori grec a l'est del riu Estrímon, ja que el rei grec pro-alemany, Constantí I de Grècia, va ordenar al seu exèrcit que no oferís resistència al invasor. El lliurament del territori que els grecs havien guanyat amb dificultat en la recent Segona Guerra dels Balcans (1913), va ser l'última gota per a molts seguidors del polític del partit liberal Elevthérios Venizelos. Amb l'ajuda dels Aliats, es va posar en marxa un cop d'estat amb què es va assegurar Tessalònica i la major part de la Macedònia grega, causant el Cisma Nacional. Al juny de 1917, els «venizelistes» van obtenir el control complet del país, declarant immediatament la guerra a les Potències Centrals i unit-se a l'Exèrcit dels Aliats en Orient, que operaven al front dels Balcans. L'entrada grega en la guerra, juntament amb les 24 divisions de reforç que l'exèrcit havia rebut a la primavera d'aquest mateix any, va crear un avantatge estratègic pels Aliats.
A finals de juliol de 1918, el comandant en cap búlgar, Nikola Zhekov, va enviar al mariscal de camp alemany, el general Paul von Hindenburg, un missatge sobre un rumor d'una gran ofensiva dels Aliats, i va detallar la incapacitat búlgara per defensar adequadament el front del Vàrdar. Zhekov va demanar que Alemanya reforcés immediatament el front dels Balcans, donant a entendre que Àustria-Hongria també seria necessària per enfortir les seves posicions en Albània. El 17 d'agost, Hindenburg es va comprometre a proporcionar suport a Bulgària una vegada que la situació en els altres front ho permetés. La renuència d'Hindenburg per donar suport Bulgària també es va manifestar amb la redistribució a principis de setembre de l'últim batalló alemany Jäger estacionat a Macedònia de nou cap a Alemanya. Els búlgars, utilitzant la informació dels presoners de guerra fugats, van determinar que les forces dels Aliats iniciarien accions hostils a l'oest del llac d'Okhrida, Monastir, Dobro Pole o a Human. El 27 d'agost, la 2a i la 3a Divisió búlgara estacionades en Dobro Pole van rebre l'ordre de fer els preparatius d'emergència degut a les noves evidències d'un un assalt frontal contra Dobro Pole, juntament amb un atac secundari a Human. Pel 7 de setembre, es va reforçar Dobro Pole amb una companyia de metralladores, 6 batallons i deu canons obusos pesats; el general Friedrich von Scholtz va afirmar llavors que les mesures defensives van fer factibles la defensa del front. Però von Scholtz no va tenir en compte la sortida del comandant en cap búlgar, Nikola Zhekov, i la seva posterior substitució per Georgi Todorov. La insubordinació i les desercions generalitzades també van afectar les tropes búlgares, que es van negar a participar en els treballs de fortificació; l'escassetat d'aliments i la fatiga van contribuir a baixar la moral.
Un dia abans de l'ofensiva dels Aliats, el general Louis Franchet d'Espèrey va exposar el pla final per a l'operació. La primera fase consistia en un atac combinat francès-serbi sobre les posicions de la 2a i 3a Divisió búlgara, amb l'esperança de crear una bretxa en la primera línia de front en l'àrea de Dobro Pole, alhora de presentar un perill per a les línies de subministrament búlgares al riu Vàrdar. El pic Dobro Pole (1.875 metres) domina la regió, proporcionant excel·lents punts d'observació per als defensors. Dobro Pole estava envoltat per un sistema ben desenvolupat de trinxeres que, en combinació amb el terreny aspre, convertia el lloc intransitable per al transport sobre rodes; però Dobro Pole és més baix i menys pronunciat que les muntanyes en altres parts del front, amb una mitjana de 2.000 metres. Al mateix temps, una segona força combinada anglo-franco-hel·lènica atacaria al 1r Exèrcit búlgar entre Kožuf i el llac Dòiran, evitant que es formessin noves posicions defensives a la zona. L'avanç inicial permetria a l'Armée d'Orient avançar, amb el suport d'altres unitats principals, cap a Prílep, Disma i Borran. Mentrestant, una força anglo-hel·lènica atacaria el mont Belasica i ocuparia el Pas Rupel.
D'Espèrey esperava que l'Exèrcit dels Aliats en Orient avancés cap a les localitats de Demir Hisar, Rupel, Petrici, Blagusa, Gradec, Xtip i Belessa, i que finalment s'apoderés de Skopje. Les unitats estacionades en Katsania i Tètovo impedirien una maniobra envoltant búlgara, mentre que el cos principal de la força eixamplaria la bretxa tant en Xtip com en Prílep. En cas d'una caiguda del front entre Dobro Pole i Tzena, el 1r Exèrcit búlgar i l'11è Exèrcit alemany o bé serien aniquilats o, en circumstàncies menys favorables, es duria a terme una retirada organitzada per establir una nova línia defensiva al riu Crna; per a evitar aquesta retirada s'havia d'efectuar un atac ràpid i penetrant en Gradsko, Dren Planina i Visoka.

## Batalla
A les 8.00h del 14 de setembre de 1918, les forces dels Aliats van iniciar un bombardeig d'artilleria amb 566 canons sobre les posicions enemigues. Els seus avions també va bombardejar posicions enemigues i van bombardejar una columna de 250 camions que es dirigien cap a Kozjak. El mateix dia, Scholtz va enviar un telegrama a Hindenburg afirmant que «tots els indicis assenyalen que una ofensiva enemiga se centrarà sobre l'11è Exèrcit a banda i banda del Vàrdar, així com en Dobro Pole ...» L'alt comandament búlgar no va tractar de realitzar un contraatac, ja que no tenien els vehicles i animals de càrrega necessaris. El bombardeig no va causar un nombre significatiu de víctimes, però va afectar severament la moral búlgara. A la nit entre el 14 i el 15 de setembre, les patrulles franceses i sèrbies van informar que el foc d'artilleria havia causat dany suficient als filferros d'arç que separaven les trinxeres.
A les 5.30h del 15 de setembre, la 122a Divisió i la 17a Divisió (Colonial) franceses van atacar Sokol, Dobro Pole, Kravitski Kamene i Kravitsa. La Divisió Shumadia sèrbia va atacar Kamene i Veternik. Les divisions gregues Arxipèlag, 3a i 4a, sota el comandament de Panagiotis Gargalidis, van actuar com a enllaç entre les tropes sèrbies i franceses, sense entrar en combat. L'ofensiva va causar immediatament una ona de deserció en massa entre les unitats búlgares; els esquadrons de soldats d'infanteria i d'artilleria restants no van ser capaços de mantenir les seves posicions. Durant el transcurs de la batalla, la 122a Divisió francesa va quedar dividida en dues columnes i va patir fortes baixes. La columna de l'esquerra va aconseguir arribar a una posició situada a 50 metres de Sokol a les 6.30h del matí i prendre el pic al final del dia. A les 16.00h, la columna de la dreta va capturar Dobro Pole després d'avançar uns 200 metres de terreny escarpat. La 17a Divisió (Colonial) va capturar Kravitsa a les 7.00h i va suprimir els últims signes de resistència. Dos regiments de francesos i grecs van intentar assaltar Zborsko però van retrocedir en el contraatac que va seguir, realitzat pel poderosos focus de resistència entre els corrents dels rius Sousnitsa i Bigrut que van facilitar la seva defensa. A continuació, les unitats gregues es van centrar en Sousnitsa, que amb la seva caiguda crearia una obertura a la rereguarda búlgara i podrien envoltar a les unitats búlgares en retirada. Usant atacs dispersos de distracció com a coberta, els soldats de la Divisió Shumadia es va fer càrrec de Veternik, Kamene i la part occidental de la serra propera amb considerable dificultat. Els elements de la mateixa unitat van flanquejar amb èxit Kravitski Kamene, mentre que la 17a Divisió (Colonial) va participar en un assalt frontal. A les 16.00h, l'empenta del 1r Exèrcit serbi en Sokol no va produir els resultats esperats. Es va fer un atac més tard i en aquella nit es va assegurar el pic. Després es va ordenar a les dues divisions franceses de romandre en la seva posició mentre que les divisions sèrbies Timok i Iugoslàvia es van moure cap endavant. Per al final del dia, Bulgària va perdre aproximadament el 40%-50% dels 12.000 soldats que van participar en la batalla, incloent 3.000 presoners de guerra, 2.689 morts i 50 de les 158 peces d'artilleria inicials. Les baixes dels Aliats van ascendir a 1.700 francesos i 200 serbis morts en combat.
Durant el matí del 16 de setembre, els serbis van envair la serralada de Kozjak i el pic Golo Bilo. Es va unir a ells el 35è Regiment grec, que va travessar el riu Poroi i després va marxar sobre Topolets. A les 11.00h, unitats franceses i gregues van irrompre Zborsko per segona vegada i es van trobar amb artilleria pesada i foc de metralladora. L'atac va ser rebutjat amb la pèrdua de 158 grecs i els francesos van perdre més o menys el mateix nombre de soldats durant els intents de prendre la zona. El 1r Exèrcit serbi, comandat per Živojin Mišić, i l'Armée d'Orient van realitzar un atac nocturn a la zona fortificada de Gradešnica, suprimint als defensors. La 1a Divisió es va moure cap a una posició al riu Poroi, al nord de Brahovo per trobar-se amb la Divisió Timok. A la nit del 16 de setembre, la bretxa que es va formar en la primera línia s'havia estès 25 km d'ample i 7 km de profunditat. El comandament dels Aliat va ordenar al seu departament aeri de seguir atacant tots els ponts sobre el riu Vàrdar.
A les 4.00h del 17 de setembre, components grecs de la 1a Divisió es van dirigir cap al mont Preslap, on havia una posició d'artilleria búlgara clau. Els grecs van descendir ràpidament el Golo Bilo i després va començar a escalar els penya-segats de Preslap amb les seves mans nues. La guarnició de Preslap va procedir a abandonar les seves posicions i retirar-se cap a l'est. Després d'haver perdut la seva cobertura d'artilleria, les forces en Zborsko van seguir als seus companys en la retirada. La Divisió Timok va conquerir Topolets i va avançar cap a Studena Voda i Preslap, mentre que la Divisió Morava i la Divisió Iugoslàvia van envair Koutskov Kamene. Alhora, les divisions Drina i Danubi van ocupar Gradešnica, juntament amb els pics Poltsista i Besistsa, i a continuació es va aturar a Melinitsa.
El 18 de setembre, la 11a Divisió (Colonial) francesa i el 6è Regiment grec va ocupar les poblacions de Zovik, Staravina i Cebren, apropant-se cap al pont del monestir de Cebren del riu Crna. Un atac aeri dels Aliats va destruir altres pont al nord de Razim Bey. Les forces búlgares no van poder aturar l'ofensiva dels Aliats i van abandonar grans quantitats ferits i material militar. Per al final del dia, les tropes dels Aliats havien avançat 15 km a l'interior del territori enemic, i al mateix temps van aprofitar els llocs d'importància estratègica que després els permitirien continuar empenyent més profundament cap a Macedònia del Vàrdar.

## Les conseqüències

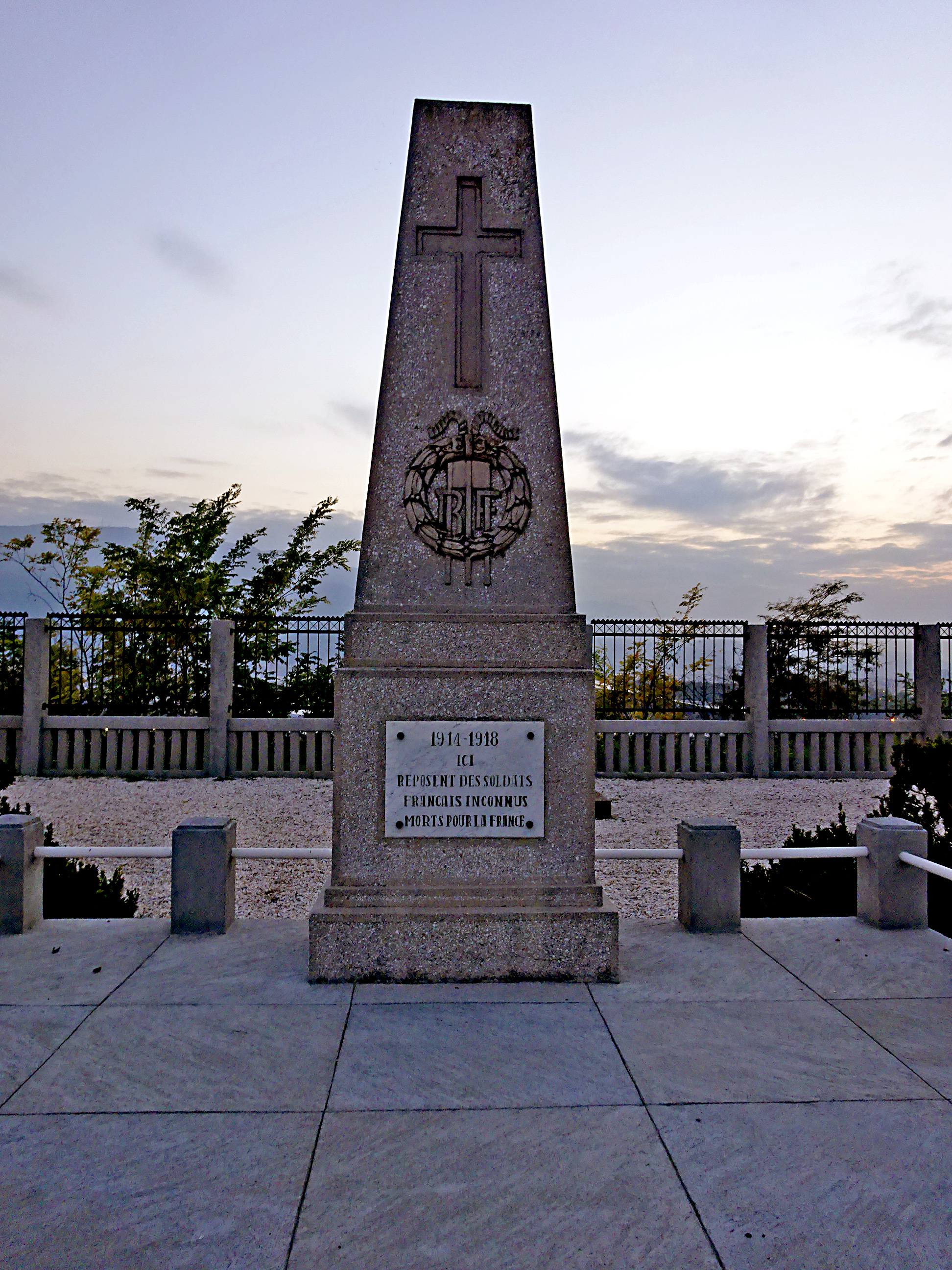
Cementiri militar francès a Skopje

Immediatament després de la batalla, les forces dels Aliats van ser derrotades en la batalla del Dòiran, al llac Dòiran, el 18 de setembre. No obstant això, la ruptura de la línia defensiva búlgara en Dobro Pole va permetre als Aliats penetrar en la Macedònia del Vàrdar i enviar reforços a Doiran. Els búlgars es van precipitar a la defensa de la seva terra natal, abandonant la Macedònia del Vàrdar, per tal de prevenir una futura ocupació del seu país pels Aliats. Com van patir fortes pèrdues sofertes en la batalla del Dòiran, les forces dels Aliats van permetre als búlgars a retirar-se tranquil·lament cap a la frontera.
Una combinació de diversos factors, incloent la fatiga de combat i l'escassetat de materials, va portar a la rebel·lió de Radomir.
El 25 de setembre, un grup de desertors búlgars, que havien fugit prèviament de Dobro Pole, van arribar a Kiustendil, van saquejar la ciutat, i van posar a la fuga l'alt comandament búlgar. Després, la massa en retirada dels amotinats búlgares es va reunir a l'estació de ferrocarril Radomir (Bulgària) a 50 km de la capita, Sofia. El 27 de setembre, els líders de la Unió Nacional Agrària Búlgara van prendre el control d'aquestes tropes i van proclamar l'establiment de la República de Bulgària. Unes 4.000-5.000 tropes rebels van amenaçar Sofia l'endemà.
En aquestes circumstàncies caòtiques una delegació búlgara va arribar a Tessalònica per demanar un armistici. El 29 de setembre, el general d'Espèrey va concedir als búlgars l'Armistici de Tessalònica. La caiguda de Bulgària va tornar l'equilibri estratègic i operacional de la guerra contra les Potències Centrals. El front de macedònia va finalitzar al migdia del 30 de setembre, quan l'alto el foc va entrar en vigor. La rebel·lió de Radomir va ser sufocada per les forces búlgares el 2 d'octubre. El tsar Ferran I de Bulgària va abdicar i es va exiliar l'endemà.
L'exèrcit britànic es va dirigir a l'est, cap a la part europea de l'Imperi Otomà, mentre que les forces franceses i sèrbies van continuar cap al nord. L'exèrcit britànic va avançar cap a Constantinoble sense trobar cap força capaç d'aturar el seu avanç. El govern otomà va demanar un armistici (Armistici de Mudros) el 26 d'octubre. En Sèrbia, «Desperate Frankie» (com els britànics anomenaven a d'Espèrey) va continuar avançant i l'exèrcit combinat serbi i francès va recuperar el país, atacant diverses divisions alemanyes febles que van intentar bloquejar el seu avanç, a prop de Niš.
El 3 de novembre, Àustria-Hongria es va veure obligada a signar un armistici en el front italià (Armistici de Villa Guisti), posant fi a la guerra allà. El 10 de novembre, l'exèrcit de d'Esperey va travessar el riu Danubi i va estar a punt d'entrar al cor d'Hongria. A petició del general francès, el comte Mihály Károlyi, que dirigia el govern hongarès, va arribar a Belgrad i va signar un altre armistici (Armistici de Belgrad).